# Rudolf Trinks
Rudolf Trinks (* 31. März 1919; † 1. Juli 2009 in Berlin) war ein deutscher Polizeioffizier. Er war Leiter der Verwaltung Luftschutz bzw. Chef des Stabes der Zivilverteidigung der DDR (ZV).

## Leben
Trinks stammte aus einer Bergarbeiterfamilie aus dem erzgebirgischen Neuoelsnitz. Er erlernte den Beruf des Schriftsetzers. Nach seiner Ausbildung war Trinks arbeitslos. Er wurde zum Reichsarbeitsdienst (RAD) eingezogen und nahm als Angehöriger des RAD am Einmarsch in Polen teil. Anschließend diente er bei der Artillerie an der Ost- zuletzt im Dienstgrad eines Unteroffiziers an der Westfront. Hier geriet er im Zuge der Ardennenoffensive in US-amerikanische Kriegsgefangenschaft.
Nach Kriegsende kehrte er in seine – zu dieser Zeit noch US-amerikanisch besetzte – Heimat zurück. Er trat 1948 in die Deutsche Volkspolizei (Schutzpolizei) und 1950 in die Sozialistische Einheitspartei Deutschlands (SED) ein. Den Aufstand des 17. Juni 1953 erlebte er als VP-Oberrat (Major) und Stellvertreter des Leiters der Politabteilung der Bezirksbehörde der Deutschen Volkspolizei (BDVP) Halle. Trinks war 1963/64 stellvertretender Leiter der Politverwaltung des Ministeriums des Innern der DDR (MdI). Bei der Umbenennung des Kommandos Luftschutz in „Verwaltung Luftschutz“ im Dezember 1964 wurde er im Rang eines Obersten der Volkspolizei (VP) mit der Leitung der Verwaltung Luftschutz im MdI betraut. Am 12. November 1967 wurde Trinks mit der Umwandlung des Luftschutzes in die Zivilverteidigung der DDR, die zunächst weiterhin dem Minister des Innern Friedrich Dickel unterstand, Stellvertreter des Leiters der Zivilverteidigung und Chef des Stabes. Am 30. Juni 1969 wurde er von Walter Ulbricht zum Generalmajor ernannt. Mit dem Wechsel der ZV in die Zuständigkeit des Ministeriums für Nationale Verteidigung am 1. Juni 1976 wurde er in den Ruhestand versetzt. Sein Nachfolger wurde NVA-Oberst Rolf Fischer.

## Auszeichnungen
- 1964 Vaterländischer Verdienstorden in Bronze, 1972 in Silber und 1978 in Gold
- 1975 Friedrich-Engels-Preis
- 1988 Ehrentitel Verdienter Angehöriger der Zivilverteidigung der Deutschen Demokratischen Republik